# Hamburger Sport-Verein 1981-1982
Questa voce raccoglie le informazioni riguardanti l'Hamburger Sport-Verein nelle competizioni ufficiali della stagione 1981-1982.

## Stagione
Nella stagione 1981-1982 l'Amburgo, allenato da Ernst Happel, concluse il campionato di Bundesliga al 1º posto. In Coppa di Germania l'Amburgo fu eliminato in semifinale dal Norimberga. In Coppa UEFA l'Amburgo perse la finale con dal IFK Göteborg.

## Rosa
| N. |                     | Ruolo | Calciatore        |
| -- | ------------------- | ----- | ----------------- |
|    | Germania (bandiera) | P     | Jupp Koitka       |
|    | Germania (bandiera) | P     | Uli Stein         |
|    | Germania (bandiera) | D     | Franz Beckenbauer |
|    | Germania (bandiera) | D     | Jürgen Groh       |
|    | Germania (bandiera) | D     | Peter Hidien      |
|    | Germania (bandiera) | D     | Holger Hieronymus |
|    | Germania (bandiera) | D     | Ditmar Jakobs     |
|    | Germania (bandiera) | D     | Manfred Kaltz     |
|    | Germania (bandiera) | D     | Bernd Wehmeyer    |
|    | Germania (bandiera) | C     | Jimmy Hartwig     |
|    | Germania (bandiera) | C     | Felix Magath      |

| N. |                      | Ruolo | Calciatore        |
| -- | -------------------- | ----- | ----------------- |
|    | Germania (bandiera)  | C     | Caspar Memering   |
|    | Germania (bandiera)  | C     | Bernhard Scharold |
|    | Germania (bandiera)  | C     | Michael Schröder  |
|    | Germania (bandiera)  | C     | Thomas von Heesen |
|    | Danimarca (bandiera) | A     | Lars Bastrup      |
|    | Germania (bandiera)  | A     | Ralf Brunnecker   |
|    | Serbia (bandiera)    | A     | Boriša Đorđević   |
|    | Germania (bandiera)  | A     | Horst Hrubesch    |
|    | Germania (bandiera)  | A     | Dieter Kramer     |
|    | Germania (bandiera)  | A     | Jürgen Milewski   |

## Organigramma societario
Area tecnica
- Allenatore: Ernst Happel
- Allenatore in seconda: Aleksandar Ristić
- Preparatore dei portieri:
- Preparatori atletici:

## Calciomercato

### Sessione estiva
| Acquisti | Acquisti        | Acquisti        | Acquisti |
| R.       | Nome            | da              | Modalità |
| -------- | --------------- | --------------- | -------- |
| A        | Lars Bastrup    | Aarhus          |          |
| A        | Boriša Đorđević | Hajduk Spalato  |          |
| A        | Dieter Kramer   | Preußen Münster |          |

| Cessioni | Cessioni      | Cessioni        | Cessioni |
| R.       | Nome          | a               | Modalità |
| -------- | ------------- | --------------- | -------- |
| A        | Werner Dreßel | Norimberga      |          |
| D        | Ivan Buljan   | N.Y. Cosmos     |          |
| A        | Willi Reimann | Calgary Boomers |          |

### Sessione invernale
| Acquisti | Acquisti | Acquisti | Acquisti |
| R.       | Nome     | da       | Modalità |
| -------- | -------- | -------- | -------- |

| Cessioni | Cessioni | Cessioni | Cessioni |
| R.       | Nome     | a        | Modalità |
| -------- | -------- | -------- | -------- |

## Risultati

### Bundesliga

#### Girone di andata
| Arbitro: | Tritschler |

|                                           |           |                      |
| Hrubesch 8’, 40’ Bastrup 21’ Milewski 54’ | Marcatori | 6’ Zavišić 39’ Bruns |

| Arbitro: | Assenmacher |

|            |           |            |
| Funkel 61’ | Marcatori | 10’ Magath |

| Arbitro: | Klauser |

|                         |           |                              |
| Bastrup 49’ Hartwig 75’ | Marcatori | 23’ Burgsmüller 45’ Rüssmann |

| Arbitro: | Pauly |

|  |           |                                    |
|  | Marcatori | 55’ Hrubesch 64’ Magath 88’ Jakobs |

| Arbitro: | Linn |

|                                       |           |                |
| Hrubesch 55’ Bastrup 65’ Milewski 82’ | Marcatori | 46’ Littbarski |

| Arbitro: | Hennig |

|                                    |           |                  |
| Cha 40’ Nachtweih 68’ Borchers 84’ | Marcatori | 42’, 43’ Hartwig |

| Arbitro: | Föckler |

|                            |           |              |
| Lameck 40’ Abel 71’ (rig.) | Marcatori | 19’ Hrubesch |

| Arbitro: | Ermer |

|                                                                                      |           |  |
| Kaltz 13’ (rig.), 72’ (rig.) Milewski 15’, 48’ Magath 44’ Bastrup 70’ von Heesen 85’ | Marcatori |  |

| Arbitro: | Stäglich |

|             |           |                          |
| Förster 70’ | Marcatori | 36’ Bastrup 89’ Milewski |

| Arbitro: | Schmidhuber |

|              |           |             |
| Hrubesch 79’ | Marcatori | 88’ Pinkall |

| Arbitro: | Engel |

|           |           |              |
| Schock 5’ | Marcatori | 51’ Milewski |

| Arbitro: | Ahlenfelder |

|                                          |           |           |
| Hrubesch 47’, 84’ Jakobs 65’ Bastrup 87’ | Marcatori | 17’ Kraus |

| Arbitro: | Ross |

|  |           |                              |
|  | Marcatori | 8’, 80’ Hartwig 38’ Hrubesch |

| Arbitro: | Kasperowski |

|                                                                           |           |               |
| Hartwig 4’ Magath 10’ Hrubesch 28’ Milewski 35’ Jakobs 45’ Hieronymus 76’ | Marcatori | 78’ Cestonaro |

| Arbitro: | Niebergall |

|                              |           |                        |
| Reinders 6’, 8’ Kostedde 68’ | Marcatori | 25’ Bastrup 87’ Magath |

| Arbitro: | Huster |

|                                                     |           |               |
| Milewski 4’ Hrubesch 11’, 26’, 69’, 87’ Hartwig 52’ | Marcatori | 3’ Eðvaldsson |

| Arbitro: | Risse |

|                      |           |                            |
| Groß 12’ Schüler 71’ | Marcatori | 31’ Hartwig 69’ von Heesen |

#### Girone di ritorno
| Arbitro: | Eschweiler |

|                   |           |             |
| Pahl 71’ Worm 84’ | Marcatori | 68’ Bastrup |

| Arbitro: | Assenmacher |

|                                                     |           |  |
| Bastrup 7’ Hrubesch 63’ Wehmeyer 86’ von Heesen 89’ | Marcatori |  |

| Arbitro: | Schmidhuber |

|                           |           |                               |
| Keser 17’ Burgsmüller 40’ | Marcatori | 51’, 65’ Bastrup 82’ Hrubesch |

| Arbitro: | Uhlig |

|                                                                          |           |          |
| Hartwig 2’ Milewski 40’ Memering 42’ Magath 57’, 65’ Hrubesch 81’ (rig.) | Marcatori | 76’ Heck |

| Arbitro: | Linn |

|                   |           |                  |
| Bonhof 57’ (rig.) | Marcatori | 33’ (rig.) Kaltz |

| Arbitro: | Niebergall |

|                         |           |  |
| Hartwig 68’ Bastrup 77’ | Marcatori |  |

| Arbitro: | Brehm |

|                                 |           |                         |
| von Heesen 23’ Kaltz 67’ (rig.) | Marcatori | 81’ Oswald 85’ Schreier |

| Arbitro: | Tritschler |

|             |           |                              |
| Seliger 89’ | Marcatori | 33’ Hartwig 54’ (rig.) Kaltz |

| Arbitro: | Eschweiler |

|              |           |              |
| Hrubesch 23’ | Marcatori | 55’ Hadewicz |

| Arbitro: | Walz |

|             |           |                                          |
| Pinkall 39’ | Marcatori | 22’ Milewski 37’ Hrubesch 79’ von Heesen |

| Arbitro: | Correll |

|                                             |           |            |
| Kaltz 45’ (rig.), 63’ (rig.) von Heesen 83’ | Marcatori | 32’ Dronia |

| Arbitro: | Föckler |

|                              |           |                                              |
| Hoeneß 23’, 64’ Horsmann 36’ | Marcatori | 32’ Hartwig 70’ von Heesen 76’, 90’ Hrubesch |

| Amburgo 27 aprile 1982, ore 20:00 CEST 30ª giornata | Amburgo | 0 – 0 referto | Bayer Leverkusen | Volksparkstadion (18 400 spett.)\| Arbitro: \| Messmer \| |
| Arbitro:                                            | Messmer |               |                  |                                                           |

| Arbitro: | Risse |

|                    |           |                              |
| Cestonaro 23’, 86’ | Marcatori | 26’ Hartwig 73’ (rig.) Kaltz |

| Arbitro: | Redelfs |

|                                               |           |  |
| Hrubesch 40’, 51’, 67’ Magath 48’ Bastrup 73’ | Marcatori |  |

| Arbitro: | Hontheim |

|                                    |           |                              |
| Eðvaldsson 10’ Fach 74’ Allofs 84’ | Marcatori | 22’ Jakobs 33’, 69’ Hrubesch |

| Arbitro: | Ahlenfelder |

|                                    |           |                               |
| Hrubesch 20’ Kaltz 26’ Hartwig 27’ | Marcatori | 36’ Günther 64’ Groß 81’ Bold |

### Coppa di Germania
| Arbitro: | Hontheim |

|           |           |                                                     |
| Täuber 2’ | Marcatori | 16’ (aut.) Müller 32’, 68’, 73’ Hrubesch 66’ Magath |

| Arbitro: | Barnick |

|                           |           |          |
| Hieronymus 8’ Bastrup 49’ | Marcatori | 23’ Kohr |

| Arbitro: | Brückner |

|  |           |                                        |
|  | Marcatori | 1’ Memering 21’ Hieronymus 47’ Hartwig |

| Arbitro: | Pauly |

|                                                                         |           |             |
| Hrubesch 13’, 68’ Hartwig 43’ Milewski 72’ Kaltz 80’ (rig.), 85’ (rig.) | Marcatori | 49’ Günther |

| Arbitro: | Waltert |

|                 |           |                                                             |
| Thorke 43’, 58’ | Marcatori | 36’ (aut.) Schröder 66’ Bastrup 81’ Milewski 87’ von Heesen |

| Arbitro: | Stäglich |

|                                 |           |  |
| Brunner 20’ Weyerich 58’ (rig.) | Marcatori |  |

### Coppa UEFA
| Arbitro: | Krchňák |

|  |           |           |
|  | Marcatori | 82’ Carbo |

| Arbitro: | Richardson |

|                                            |           |                                                                       |
| Carbo 58’ de Kruyk 70’ (rig.) van Veen 83’ | Marcatori | 14’, 89’ Milewski 25’ Wehmeyer 38’ Hartwig 47’ Bastrup 67’ von Heesen |

| Arbitro: | Daina |

|                        |           |                  |
| Gemmrich 13’ Soler 78’ | Marcatori | 27’ (rig.) Kaltz |

| Arbitro: | Nagy |

|                   |           |  |
| Hrubesch 28’, 43’ | Marcatori |  |

| Arbitro: | Schoeters |

|                                 |           |                   |
| Black 24’ Watson 66’ Hewitt 81’ | Marcatori | 52’, 87’ Hrubesch |

| Arbitro: | Yushka |

|                                             |           |            |
| Hrubesch 33’ Memering 59’ (rig.) Jakobs 67’ | Marcatori | 79’ McGhee |

| Arbitro: | Mattsson |

|                                         |           |                      |
| Bastrup 32’ Memering 71’ von Heesen 74’ | Marcatori | 37’ Givens 52’ Lüthi |

| Neuchâtel 17 marzo 1982 Quarti di finale | Xamax Neuchâtel | 0 – 0 referto | Amburgo | La Maladière (21 615 spett.)\| Arbitro: \| Jarguz \| |
| Arbitro:                                 | Jarguz          |               |         |                                                      |

| Arbitro: | Agnolin |

|                             |           |                |
| Beganović 50’ Obradović 78’ | Marcatori | 57’ von Heesen |

| Arbitro: | Daina |

|                                                |           |                 |
| Hartwig 7’, 30’ von Heesen 21’, 49’ Magath 58’ | Marcatori | 82’ Panajotović |

| Arbitro: | Carpenter |

|              |           |  |
| Holmgren 87’ | Marcatori |  |

| Arbitro: | Courtney |

|  |           |                                                     |
|  | Marcatori | 26’ Corneliusson 61’ Nilsson 63’ (rig.) Fredriksson |

## Statistiche

### Statistiche di squadra
| Competizione      | Punti | In casa | In casa | In casa | In casa | In casa | In casa | In trasferta | In trasferta | In trasferta | In trasferta | In trasferta | In trasferta | Totale | Totale | Totale | Totale | Totale | Totale | DR  |
| Competizione      | Punti | G       | V       | N       | P       | Gf      | Gs      | G            | V            | N            | P            | Gf           | Gs           | G      | V      | N      | P      | Gf     | Gs     | DR  |
| ----------------- | ----- | ------- | ------- | ------- | ------- | ------- | ------- | ------------ | ------------ | ------------ | ------------ | ------------ | ------------ | ------ | ------ | ------ | ------ | ------ | ------ | --- |
| Bundesliga        | 48    | 17      | 11      | 6       | 0       | 59      | 17      | 17           | 7            | 6            | 4            | 36           | 28           | 34     | 18     | 12     | 4      | 95     | 45     | +50 |
| Coppa di Germania | -     | 2       | 2       | 0       | 0       | 8       | 2       | 4            | 3            | 0            | 1            | 12           | 5            | 6      | 5      | 0      | 1      | 20     | 7      | +13 |
| Coppa UEFA        | -     | 6       | 4       | 0       | 2       | 13      | 8       | 6            | 1            | 1            | 4            | 10           | 11           | 12     | 5      | 1      | 6      | 23     | 19     | +4  |
| Totale            | 48    | 25      | 17      | 6       | 2       | 80      | 27      | 27           | 11           | 7            | 9            | 58           | 44           | 52     | 28     | 13     | 11     | 138    | 71     | +67 |

### Andamento in campionato
| Giornata  | 1 | 2 | 3 | 4 | 5 | 6 | 7 | 8 | 9 | 10 | 11 | 12 | 13 | 14 | 15 | 16 | 17 | 18 | 19 | 20 | 21 | 22 | 23 | 24 | 25 | 26 | 27 | 28 | 29 | 30 | 31 | 32 | 33 | 34 |
| --------- | - | - | - | - | - | - | - | - | - | -- | -- | -- | -- | -- | -- | -- | -- | -- | -- | -- | -- | -- | -- | -- | -- | -- | -- | -- | -- | -- | -- | -- | -- | -- |
| Luogo     | C | T | C | T | C | T | T | C | T | C  | T  | C  | T  | C  | T  | C  | T  | T  | C  | T  | C  | T  | C  | C  | T  | C  | T  | C  | T  | C  | T  | C  | T  | C  |
| Risultato | V | N | N | V | V | P | P | V | V | N  | N  | V  | V  | V  | P  | V  | N  | P  | V  | V  | V  | N  | V  | N  | V  | N  | V  | V  | V  | N  | N  | V  | N  | N  |
| Posizione | 2 | 6 | 5 | 2 | 2 | 2 | 6 | 3 | 3 | 2  | 5  | 2  | 1  | 1  | 2  | 2  | 3  | 4  | 4  | 4  | 3  | 1  | 1  | 1  | 1  | 1  | 1  | 1  | 1  | 1  | 1  | 1  | 1  | 1  |

Legenda:

Luogo: C = Casa; T = Trasferta. Risultato: V = Vittoria; N = Pareggio; P = Sconfitta.

### Statistiche dei giocatori
| Giocatore      | Bundesliga | Bundesliga | Bundesliga  | Bundesliga | Coppa di Germania | Coppa di Germania | Coppa di Germania | Coppa di Germania | Coppa UEFA | Coppa UEFA | Coppa UEFA  | Coppa UEFA | Totale   | Totale | Totale      | Totale     |
| Giocatore      | Presenze   | Reti       | Ammonizioni | Espulsioni | Presenze          | Reti              | Ammonizioni       | Espulsioni        | Presenze   | Reti       | Ammonizioni | Espulsioni | Presenze | Reti   | Ammonizioni | Espulsioni |
| -------------- | ---------- | ---------- | ----------- | ---------- | ----------------- | ----------------- | ----------------- | ----------------- | ---------- | ---------- | ----------- | ---------- | -------- | ------ | ----------- | ---------- |
| L. Bastrup     | 34         | 13         | 1           | 0          | 6                 | 2                 | 0                 | 0                 | 12         | 2          | 0           | 0          | 52       | 17     | 1           | 0          |
| F. Beckenbauer | 10         | 0          | 1           | 0          | 3                 | 0                 | 0                 | 0                 | 5          | 0          | 0           | 0          | 18       | 0      | 1           | 0          |
| R. Brunnecker  | 0          | 0          | 0           | 0          | 0                 | 0                 | 0                 | 0                 | 0          | 0          | 0           | 0          | 0        | 0      | 0           | 0          |
| W. Dreßel      | 1          | 0          | 0           | 0          | 0                 | 0                 | 0                 | 0                 | 0          | 0          | 0           | 0          | 1        | 0      | 0           | 0          |
| J. Groh        | 32         | 0          | 3           | 0          | 6                 | 0                 | 0                 | 0                 | 11         | 0          | 0           | 0          | 49       | 0      | 3           | 0          |
| J. Hartwig     | 31         | 14         | 3           | 0          | 6                 | 2                 | 0                 | 0                 | 11         | 3          | 0           | 0          | 48       | 19     | 3           | 0          |
| P. Hidien      | 2          | 0          | 1           | 0          | 0                 | 0                 | 0                 | 0                 | 3          | 0          | 0           | 0          | 5        | 0      | 1           | 0          |
| H. Hieronymus  | 28         | 1          | 1           | 0          | 6                 | 2                 | 1                 | 0                 | 9          | 0          | 0           | 0          | 43       | 3      | 2           | 0          |
| H. Hrubesch    | 32         | 27         | 2           | 0          | 6                 | 5                 | 0                 | 0                 | 11         | 5          | 0           | 0          | 49       | 37     | 2           | 0          |
| D. Jakobs      | 33         | 4          | 3           | 0          | 6                 | 0                 | 0                 | 0                 | 8          | 1          | 1           | 0          | 47       | 5      | 4           | 0          |
| M. Kaltz       | 32         | 9          | 3           | 0          | 5                 | 2                 | 1                 | 0                 | 11         | 1          | 0           | 0          | 48       | 12     | 4           | 0          |
| J. Koitka      | 0          | 0          | 0           | 0          | 0                 | 0                 | 0                 | 0                 | 0          | 0          | 0           | 0          | 0        | 0      | 0           | 0          |
| D. Kramer      | 1          | 0          | 0           | 0          | 0                 | 0                 | 0                 | 0                 | 0          | 0          | 0           | 0          | 1        | 0      | 0           | 0          |
| F. Magath      | 28         | 8          | 2           | 0          | 4                 | 1                 | 0                 | 0                 | 9          | 1          | 0           | 0          | 41       | 10     | 2           | 0          |
| C. Memering    | 23         | 1          | 4           | 0          | 5                 | 1                 | 0                 | 0                 | 10         | 2          | 0           | 0          | 38       | 4      | 4           | 0          |
| J. Milewski    | 23         | 10         | 1           | 0          | 5                 | 2                 | 0                 | 0                 | 9          | 2          | 0           | 0          | 37       | 14     | 1           | 0          |
| B. Scharold    | 0          | 0          | 0           | 0          | 0                 | 0                 | 0                 | 0                 | 0          | 0          | 0           | 0          | 0        | 0      | 0           | 0          |
| M. Schröder    | 1          | 0          | 0           | 0          | 0                 | 0                 | 0                 | 0                 | 1          | 0          | 0           | 0          | 2        | 0      | 0           | 0          |
| U. Stein       | 34         | 0          | 0           | 0          | 6                 | 0                 | 0                 | 0                 | 12         | 0          | 0           | 0          | 52       | 0      | 0           | 0          |
| B. Wehmeyer    | 34         | 1          | 1           | 0          | 5                 | 0                 | 0                 | 0                 | 12         | 1          | 0           | 0          | 51       | 2      | 1           | 0          |
| T. von Heesen  | 20         | 7          | 0           | 0          | 4                 | 1                 | 0                 | 0                 | 9          | 5          | 0           | 0          | 33       | 13     | 0           | 0          |
| B. Đorđević    | 7          | 0          | 0           | 0          | 2                 | 0                 | 0                 | 0                 | 2          | 0          | 0           | 0          | 11       | 0      | 0           | 0          |